# Lathrolestes haroldi
Lathrolestes haroldi là một loài tò vò trong họ Ichneumonidae.